# Matthias & Maxime
Matthias & Maxime is een Canadese dramafilm uit 2019 die geschreven en geregisseerd werd door Xavier Dolan, die daarnaast ook een hoofdrol vertolkt.

## Verhaal
De vrienden Matthias en Maxime worden, zonder er over na te denken of aangetrokken te zijn tot mannen, verliefd op elkaar.

## Rolverdeling
| Acteur                    | Personage |
| ------------------------- | --------- |
| Gabriel D'Almeida Freitas | Matthias  |
| Xavier Dolan              | Maxime    |
| Pier-Luc Funk             | Rivette   |
| Samuel Gauthier           | Frank     |
| Antoine Pilon             | Brass     |
| Adib Alkhalidey           | Shariff   |
| Anne Dorval               | Manon     |
| Micheline Bernard         | Francine  |
| Marilyn Castonguay        | Sarah     |
| Catherine Brunet          | Lisa      |

## Productie
Eind januari 2018 onthulde Xavier Dolan dat zijn volgende film over de verliefdheid tussen twee mannelijke vrienden zou gaan. De openlijk homoseksuele filmmaker had het thema homoseksualiteit eerder al verkend in zijn Engelstalig regiedebuut The Death and Life of John F. Donovan (2016) en speelde ook mee in Boy Erased (2018), een dramafilm over een homoseksuele jongen die men om religieuze redenen probeert te bekeren. Dolan vond het verhaal van Boy Erased zo aangrijpend en dapper dat hij besloot om ook in zijn volgende film dieper in te gaan op homoseksualiteit. De Canadese filmmaker schreef een deel van het script voor Matthias & Maxime al tijdens de opnames van Boy Erased, die in september 2017 plaatsvonden in Atlanta. In januari 2018 rondde hij het script af.
Dolan verklaarde ook geïnspireerd te zijn door films als Call Me by Your Name (2017) en God's Own Country (2017). De regisseur vergeleek het project met twee van zijn vorige films: "Het is een combinatie van de esthetiek van Tom à la ferme (2013) en de energie en spirit van Mommy (2014)." Naast schrijven en regisseren besloot Dolan om zelf ook een hoofdrol te vertolken. Actrice Anne Dorval werd gecast als de moeder van Dolans personage, een rol die ze eerder al vertolkte in Dolans regiedebuut J'ai tué ma mère (2009). Daarnaast speelde ze ook in Mommy de moederfiguur.
In augustus 2018 raakte bekend dat Pier-Luc Funk het personage Rivette zou vertolken. Enkele dagen later raakte ook de casting van Micheline Bernard bekend. Voor de actrice was het haar eerste filmrol sinds King Dave (2016). In september 2018 onthulde Dolan via Instagram de rest van de cast.
De opnames voor Matthias & Maxime gingen op 15 augustus 2018 van start en eindigden, na 48 draaidagen, op 15 november 2018. Er werd gefilmd in onder meer Montréal, Les Laurentides (een wijk in Quebec) en Laval.
De film ging op 22 mei 2019 in première op het filmfestival van Cannes.